# Shaed
Shaed (stylisé SHAED prononcé « Shayde ») est un groupe de pop alternative américain basé à Washington DC. 
Il est composé de la chanteuse Chelsea Lee et des instrumentistes Max et Spencer Ernst. 
Leur single Trampoline (en) est certifié disque d'or en France en décembre 2019.

## Histoire
Les frères jumeaux Max, de son vrai nom Maxwell, et Spencer Ernst grandissent à Silver Spring dans le Maryland, ils montrent un intérêt pour la musique dès leur plus jeune âge. Au collège, eux et quelques amis forment un groupe de rock appelé Upslide. Ce groupe se produit pendant plusieurs années dans la région de Washington DC, ce qui amène les jumeaux à attirer l'attention d'une société de gestion basée à New York, Magus Entertainment, qui conclut pour eux un contrat d'édition avec Cherry Lane Music. Alors qu’ils fréquentent le lycée Gonzaga College, ils forment un duo pop appelé Trust Fall et commencent à se produire dans d'autres régions du pays. Max et Spencer rencontrent Chelsea Lee en 2007 alors qu’ils se produisent au 9:30 Club, un club de Washington DC. Vers 2009, Max annonce à son frère son homosexualité, ce qui constitue pour lui une grande libération. En 2010, Chelsea et Spencer entament tous deux une relation amoureuse. La même année, Chelsea signe en tant qu'artiste solo avec le label Atlantic Records.
À la fin du lycée, les jumeaux Ernst reportent leurs études à l'université dans l'espoir d'obtenir un contrat d'enregistrement avec Epic Records. L'accord échoue finalement et ils s’inscrivent tous les deux à l'Université du Maryland au printemps. Pendant leurs études à l'université, les jumeaux forment un duo de folk rock appelé The Walking Sticks. Les Walking Sticks sortent leur premier EP nommé World So Bright le 27 juin 2012, alors que les jumeaux suivent leur dernière année universitaire. Les chansons de l'album sont toutes enregistrées en direct.
Ayant mis fin à son contrat solo avec Atlantic Records vers 2011, Chelsea rejoint The Walking Sticks quelque temps après la sortie de World So Bright. Fin 2013, The Walking Sticks sort son deuxième EP, Send the Night.  Avec cette sortie, le groupe change complètement son style de musique, passant du folk rock à la dream-pop. 
En mars 2016, les Walking Sticks changent leur nom en Shaed, afin d’affirmer leurs nouvelles tendances stylistiques. Ils signent avec le label Photo Finish Records en juin 2016 et entament une tournée avec Marian Hill et Vérité durant l'automne 2016. En septembre 2016, le groupe sort sous son nouveau un nouvel EP Just Wanna See. En avril 2017, Shaed repart en tournée en tant que première partie de Bishop Briggs. Leur single Name On It est utilisé pour une publicité de Victoria's Secret en mai 2018. 
En septembre 2017, les 3 membres du groupe emménagent ensemble et commencent à enregistrer dans un studio à domicile pour leur deuxième EP, Melt. Le 18 mai 2018, Shaed sort son tout premier single issu de l'EP Trampoline. Le groupe présente le single Melt le 21 septembre 2018 via Photo Finish Records. Le 30 octobre 2018, Apple lance sa publicité pour son MacBook Air avec pour musique Trampoline. Chelsea Lee et Spencer Ernst se marient à Arlington, en Virginie, pendant le premier week-end d'octobre 2018.
Leur nouveau single No Other Way sort le 16 octobre 2020. Ce dernier exprime l’importance de profiter de la vie face à la peur de la mort.

## Discographie

### Extended plays
- World So Bright (2012)
- Send the Night (2013)
- Pop Dreams (2014)
- Just Wanna See (2016)
- Melt (2018), No. 132 US[5], No. 163 FRA

### Singles
- Name On It (2016)
- Perfume (2017)
- Too Much (2017)
- Lonesome (2017)
- Trampoline (2018)
- You Got Me Like (avec le chanteur Snny) (2018)
- ISOU et Thunder (2019)
- 2 in a Million (avec Steve Aoki et Sting) (2019)
- No Other Way (2020)
- Once Upon A Time (2020)

### Albums
- High Dive (2021)